# Osservatorio solare Brukkaros
L'Osservatorio solare Brukkaros era un osservatorio astronomico della Namibia, che operava in dipendenza dello Smithsonian Astrophysical Observatory. Era situato sul monte Brukkaros, nella regione di ǁKaras, a circa 1 510 metri sul livello del mare. Fu realizzato con il finanziamento della Smithsonian Institution e della National Geographic Society allo scopo di misurare eventuali variazioni della costante solare. L'osservatorio fu attivo tra il 1926 e il 1931; dopo la sua chiusura nel 1933 le sue attrezzature furono trasferite in Egitto. 

## Storia
Dal 1906 lo Smithsonian Astrophysical Observatory, diretto da Charles Greeley Abbot, si occupò di ricerche sulla costante solare per determinare le sue influenze sul tempo atmosferico. A tale scopo furono istituiti due osservatori, uno in Arizona e l'altro in Cile. Per controllare e confermare le piccole variazioni della costante solare riscontrate in questi due osservatori, Abbot ebbe un finanziamento dalla Smithsonian Institution e dalla National Geographic Society per costruire ed equipaggiare un terzo osservatorio in un altro sito. Dopo indagini preliminari, Abbot decise di realizzare l'osservatorio nell'Africa del Sud-Ovest (l'attuale Namibia) e si recò in quello Stato nel marzo del 1926. Dopo avere considerato vari siti, scelse di realizzare l'osservatorio sul monte Brukkaros, a circa 100 km dalla città di Keetmanshoop.
L'osservatorio fu realizzato sul modello degli altri due già operativi in Arizona e in Cile. Fu scavato nel terreno un tunnel poco profondo, largo 3 m e alto 2,2 m, che venne prolungato verso l'esterno mediante muri in pietra cementata, realizzando una struttura lunga in totale 10,5 m, che fu ricoperta con un tetto in cemento. Davanti al tunnel fu realizzata una piattaforma in pietra cementata, dove collocare gli strumenti destinati a misurare e catturare la radiazione solare e a convogliarla all'interno del tunnel. Nella vicinanza della struttura fu realizzata anche una casa-alloggio per i ricercatori. Sulla piattaforma vennero collocati un pireliometro e un piranometro, collocati su una montatura equatoriale, per misurare la radiazione solare; fu collocato anche un celostato, che raccoglieva la luce solare e la indirizzava all'interno del tunnel, dove veniva analizzata mediante uno spettrometro e un bolometro; i dati venivano quindi elaborati e utilizzati per ricavare la costante solare.
L'osservatorio Brukkaros fu operativo dal dicembre 1926 al dicembre 1931. I valori della costante ricavati dall’osservatorio si rivelarono piuttosto instabili per le condizioni meteorologiche del sito. Il luogo si rivelò infatti più ventoso del previsto e la polvere trasportata dal vento creava una foschia che nuoceva all’accuratezza delle misure. Dopo la chiusura dell'osservatorio Brukkaros, gli strumenti di cui era dotato furono trasferiti nel 1933 in un nuovo osservatorio solare realizzato in Egitto.